# Spilogona meadei
Spilogona meadei är en tvåvingeart som först beskrevs av Johann Andreas Schnabl 1915.  Spilogona meadei ingår i släktet Spilogona och familjen husflugor. Arten är reproducerande i Sverige. Inga underarter finns listade i Catalogue of Life.